# 乌尔丽卡·克纳普
乌尔丽卡·克纳普（瑞典語：Ulrika Knape，1955年4月26日—），瑞典女子跳水運動員；曾代表瑞典參加1972年奧運會，並贏得金牌。

## 簡歷
1972年，乌尔丽卡·克纳普代表瑞典參加慕尼黑舉行的奥林匹克运动会跳水比賽，出戰女子3米彈板及10米高臺比賽，最終獲得一金一銀的佳績。
1976年，乌尔丽卡·克纳普代表瑞典參加蒙特利尔舉行的奥林匹克运动会跳水比賽，再次出戰女子3米彈板及10米高臺比賽，最終，3米彈板未能進入決賽，而10米高臺亦未能成功衛冕，僅得銀牌。